# Ederlezi (cântec de Anca Pop)
„Ederlezi” este un cântec al interpretei române Anca Pop. Lansat la data de 13 iulie 2017 ca și cel de-al cincilea extras pe single al albumului său de debut omonim de către casele de discuri Roton Music și Edel Italy. Cântecul conține elemente din cântecul „Ederlezi” al muzicianului iugoslav Goran Bregović.

## Videoclipul
Videoclipul a fost filmat la data de 6 iulie 2017 în Comuna Cetate, Dolj, și a fost regizat de către Bogdan Păun. Acesta a fost lansat la data de 13 iulie pe contul de YouTube al casei sale de discuri Roton Music.

## Legături externe
- Anca Pop feat. Goran Bregovic - Ederlezi (Official Video) pe YouTube
- Versurile complete ale acestei piese pe MetroLyrics